# ラサ (スペイン)

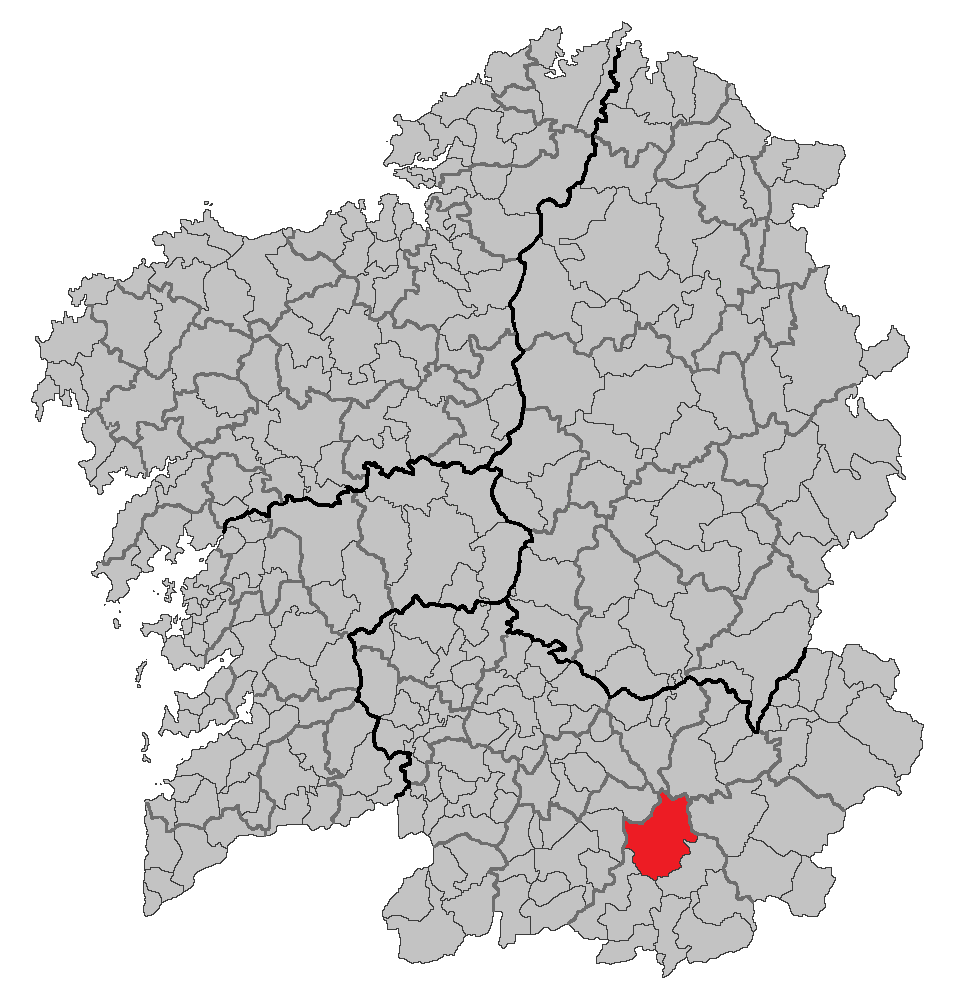
ガリシア州内の位置

ラサ（Laza）はスペイン、ガリシア州、オウレンセ県の自治体。コマルカ・デ・ベリンに属する。ガリシア統計局によると、2013年の人口は1,487人（2011年：1,561人、2010年：1,570人、2009年：1,597人、2004年：1,800人、2003年：1,826人）。
ガリシア語話者の自治体人口に占める割合は90.18％（2011年）。

## 地理
ラサはオウレンセ県の中部に位置し、コマルカ・デ・ベリンに属する。北から西にかけてはビラール・デ・バリオと、北はモンテデラーモ、チャンドレーシャ・デ・ケイシャと、東はビラリーニョ・デ・コンソと、東から南にかけてはカストレーロ・ド・バルと、南はモンテレイ、クアレドロと、西はサレアウスの各自治体と接する。自治体中心地区はラサ教区のラサ地区。
ラサはベリン司法管轄区に属す。

### 人口
住民は10の教区の23の地区（集落）に居住する。
| ラサの人口推移 1900－2010                               |
|                                                         |
| 出典:INE（スペイン国立統計局）1900年 - 1991年、1996年 - |

## 政治
自治体首長はガリシア国民党（PPdeG）のホセ・ラモン・バレアル・ノボ（José Ramón Barreal Novo）、自治体評議員はガリシア国民党：6、ガリシア民族主義ブロック（BNG）：3となっている（2011年5月22日の自治体選挙結果、得票順）。
| 1999年6月13日自治体選挙 |        |        |          |
| 政党                    | 得票数 | 得票率 | 獲得議席 |
| PPdeG                   | 989    | 68.16% | 8        |
| PSdeG-PSOE              | 185    | 12.75% | 1        |
| DG                      | 148    | 10.20% | 1        |
| BNG                     | 122    | 8.41%  | 1        |

| 2003年5月25日自治体選挙 |        |        |          |
| 政党                    | 得票数 | 得票率 | 獲得議席 |
| PPdeG                   | 835    | 63.16% | 6        |
| BNG                     | 164    | 12.41% | 1        |
| CG                      | 163    | 12.33% | 1        |
| PSdeG-PSOE              | 153    | 11.57% | 3        |

| 2007年5月27日自治体選挙 |        |        |          |
| 政党                    | 得票数 | 得票率 | 獲得議席 |
| PPdeG                   | 739    | 57.29% | 5        |
| PSdeG-PSOE              | 285    | 22.09% | 2        |
| BNG                     | 259    | 20.08% | 2        |

| 2011年5月22日自治体選挙 |        |        |          |
| 政党                    | 得票数 | 得票率 | 獲得議席 |
| PPdeG                   | 808    | 64.95% | 6        |
| BNG                     | 349    | 28.05% | 3        |
| PSdeG-PSOE              | 80     | 6.43%  | 0        |

## 祭り
- エントロイド（Entroido、カーニバル） - オウレンセ県南部の、ラサ、ベリン、シンソ・デ・リミアのある地域はとくに有名で、トリアングロ・マシカ（Triángulo maxica、魔法の三角地帯）と呼ばれる。特にラサではペリケイロ（Peliqueiro）が観衆に、蟻と小麦粉（泥を混ぜたもの）を投げ浴びせるという、他地域のエントロイドでは見られない風習で知られている[12][13]。

## 教区
ラサは10の教区に分けられる。太字は自治体中心地区のある教区。
- ア・アルベルゲリーア（サンタ・マリーア）
- カンバ（サン・サルバドール）
- カラーショ（サン・ビエイト）
- オ・カストロ・デ・ラサ（サン・ペドロ）
- セルデデーロ（サンタ・マリーア）
- ラサ（サン・ショアン）
- マタマ（サンタ・マリーア）
- レトルタ（サンタ・マリーア）
- トーロ（サン・ロウレンソ）
- トレス（サンティアーゴ）